# Lacanobia histrio
Lacanobia histrio là một loài bướm đêm trong họ Noctuidae.